# Steffan Rhodri
Steffan Rhodri (nacido el 1 de marzo de 1967) es un actor de cine galés, mejor conocido por interpretar a Dave Coaches en Gavin & Stacey, Reg Cattermole en Harry Potter y las reliquias de la Muerte: parte 1 y como la voz de Drippy en Ni no Kuni: Wrath of the White Witch.

## Filmografía

### Cine
| Año  | Título                                             | Papel                             | Notas       |
| ---- | -------------------------------------------------- | --------------------------------- | ----------- |
| 1997 | Twin Town                                          | Hunky                             |             |
| 1999 | Solomon and Gaenor                                 | Noah Jones                        |             |
| 2002 | Ali G anda suelto                                  | Profesor de escuela               |             |
| 2008 | Cymru Fach                                         |                                   |             |
| 2010 | The Big I Am                                       | DS Moseley                        |             |
| 2010 | Submarine                                          | Sr. Davey                         |             |
| 2010 | Harry Potter y las reliquias de la Muerte: parte 1 | Reg Cattermole                    | [ 1 ] [ 2 ] |
| 2011 | Ironclad                                           | Cooper                            |             |
| 2015 | Under Milk Wood                                    | Mog Edwards                       |             |
| 2017 | Wonder Woman                                       | Coronel Darnell                   |             |
| 2018 | Last Summer                                        | Sgt Morgan                        |             |
| 2021 | Don't Breathe 2                                    | El Cirujano / Dr. Thomas Hanniman | [ 3 ]       |
| 2023 | Siete reyes deben morir                            | Hywel                             |             |

### Televisión
| Año             | Título                                          | Papel                   | Cadena        | Notas                  |
| --------------- | ----------------------------------------------- | ----------------------- | ------------- | ---------------------- |
| 1995–1996, 1998 | Pobol y Cwm                                     | Jon Markham             | BBC           |                        |
| 1997            | A Mind to Kill                                  | Sir Isaac Gwillym joven | S4C/Channel 5 |                        |
| 2001            | Tales from Pleasure Beach                       | Wes                     | BBC           |                        |
| 2005            | Con Passionate                                  | Andy                    | S4C           |                        |
| 2005            | Wire in the Blood                               | Bill Denton             | ITV           |                        |
| 2007            | Heartbeat                                       | Frank Jepson            | ITV           |                        |
| 2007            | Giles Wemmbley Hogg Goes Off.... to Glastonbury | Guardia de seguridad    |               | Película de televisión |
| 2007–2010       | Gavin & Stacey                                  | Dave Coaches            | BBC           |                        |
| 2008            | Belonging                                       | Ed                      |               |                        |
| 2010            | Doctors                                         | Gerry Cutler            | BBC           |                        |
| 2010            | Pen Talar                                       | Phillip Harrison        | S4C           |                        |
| 2011–presente   | 4Music                                          | Narrador                | Channel 4     |                        |
| 2012            | Padre Brown                                     | Christy Nolan           | BBC           |                        |
| 2013            | Hinterland                                      | Herbert Rees            | S4C/BBC       |                        |
| 2014            | Under Milk Wood                                 | Mr. Waldo               | BBC           | Película de televisión |
| 2014            | A Touch of Cloth                                | Eddie Huffway           | SKY           |                        |
| 2014            | Cara Fi                                         | Vic Reed                |               |                        |
| 2015            | Cucumber                                        | Don Baxter              | Channel 4     |                        |
| 2016            | The Hollow Crown                                | Oxford                  | BBC           |                        |
| 2017            | Shorts: The Pines                               |                         |               |                        |
| 2017            | Apple Tree Yard                                 | DI Cleveland            | BBC           |                        |
| 2017            | Three Girls                                     | Fraser Lavery           | BBC           |                        |
| 2017–2019       | Keeping Faith                                   | Gwyn Daniels            | BBC           |                        |
| 2018            | A Very English Scandal                          | D.C.S Michael Challes   | BBC           |                        |
| 2019            | Manhunt                                         | DC Neil Jones           | ITV           |                        |
| 2019            | Wild Bill                                       | DS Alex Blair           | ITV           |                        |
| 2019            | Temple                                          | Jeremy                  | SKY           |                        |
| 2020            | The Last Kingdom                                | Rey Hywel               | Netflix       |                        |
| 2020            | We Hunt Together                                | Larry                   | Alibi         |                        |
| 2021            | In My Skin                                      | Perry                   | BBC           |                        |
| 2022            | La casa del dragón                              | Hobert Hightower        |               |                        |
| 2023            | Steeltown Murders                               | DCI Bach Rees           |               |                        |
| 2023            | Fifteen-Love                                    | Christy Pearce          | Prime Video   |                        |
| TBA             | The Way                                         | TBA                     |               | Película de televisión |

### Videojuegos
| Año  | Título                               | Papel  | Notas |
| ---- | ------------------------------------ | ------ | ----- |
| 2013 | Ni no Kuni: Wrath of the White Witch | Drippy | Voz   |

### Audiodramas
También ha sido estrella invitada en varias obras de audio derivadas de Doctor Who producidas por Big Finish Productions. Estos incluyen Dreamtime, The Bone of Contention y como Primer Ministro británico en UNIT: The Longest Night y UNIT: The Wasting.